# نت‌سوئیت
نت‌سوئیت (انگلیسی: NetSuite) شرکت نرم‌افزار آمریکایی است، که در سال ۱۹۹۸ توسط اوان گولدبرگ تأسیس شد و هم‌اکنون از شرکت‌های زیرمجموعه اورکل کورپوریشن فعالیت می‌کند.
نت‌سوئیت یک شرکت نرم‌افزاری سازمانی مبتنی بر خدمات ابری، آمریکایی است که محصولات و خدماتی متناسب با کسب‌وکارهای کوچک و متوسط از جمله حسابداری و مدیریت مالی، مدیریت ارتباط با مشتری، مدیریت موجودی، مدیریت سرمایه انسانی، حقوق و دستمزد، تدارکات، مدیریت پروژه و نرم‌افزار تجارت الکترونیک ارائه می‌دهد. نت‌سوئیت در سال ۱۹۹۸ تأسیس شد و دفتر مرکزی فعلی آن در آستین، تگزاس قرار دارد. این شرکت به‌طور گسترده به عنوان اولین شرکت نرم‌افزاری محاسبات ابری شناخته می‌شود، زیرا تأسیس آن حدود یک ماه قبل از سیلفورس بوده است.
شرکت اوراکل، نت‌سوئیت را در نوامبر ۲۰۱۶ با قیمت تقریبی ۹٫۳ میلیارد دلار آمریکا خریداری کرد. واحد کسب‌وکار جهانی اوراکل نت‌سوئیت توسط معاون اجرایی این شرکت، ایوان گلدبرگ به عنوان برنامه‌ریزی منابع سازمانی ابری اوراکل برای شرکت‌های کوچک و متوسط موجود در شرکت‌های فورچون ۵۰۰ مدیریت می‌شود.